# Bez okovi
Bez okovi è un singolo della cantante bulgara Andrea pubblicato il 17 giugno 2013.